# George Hearn (acteur)
Pour les articles homonymes, voir George Hearn.
George Hearn est un acteur et chanteur baryton-basse américain né le 18 juin 1934 à Saint-Louis (Missouri).
Actif depuis 1963, il officie principalement dans le milieu de la comédie musicale à Broadway. Ses rôles notables incluent Albin dans La Cage aux folles, le rôle-titre dans Sweeney Todd, Max von Mayerling dans Sunset Boulevard, John Dickinson dans 1776 (en), Otto Frank dans Le Journal d'Anne Frank et le magicien d'Oz dans Wicked.

## Biographie

### Enfance et formation
Né à Saint-Louis dans le Missouri, George Hearn commence par étudier la philosophie au Memphis Southwestern College (désormais Rhodes College) avant de se lancer dans une carrière d'acteur de théâtre. Il se forme avec l'actrice devenue coach Irene Dailey. George Hearn se produit initialement dans des pièces traditionnelles au New York Shakespeare Festival ainsi que sur les planches du Lincoln Center.

### Carrière
En 1963, George Hearn débute à l'affiche de la tournée nationale américaine de Camelot, aux côtés de Biff McGuire et Jeannie Carson. Il incarne Sir Dinidan et est la doublure de McGuire pour le rôle du roi Arthur. Hearn se fait remarquer dès 1969 en tant que John Dickinson dans 1776 (en), puis en 1979 comme partenaire de Liv Ullman dans l'adaptation musicale (en) d'I Remember Mama (en).
Le 4 mars 1980, il remplace Len Cariou dans le rôle-titre de Sweeney Todd face à Dorothy Loudon. Au cours des mois suivants, Hearn part en tournée avec la tête d'affiche originelle Angela Lansbury. Ils reprennent leurs rôles respectifs à l'occasion d'une représentation Showtime qui vaut à George Hearn un Emmy Award,.
En 1983 à Broadway, il crée le rôle d'Albin dans la comédie musicale La Cage aux folles de Harvey Fierstein et Jerry Herman. Il inaugure le titre I Am What I Am qui deviendra un hymne gay. Son interprétation d'Albin est récompensée par un Tony Award, un Drama Desk Award et un Outer Critics Circle Award. Hearn apparaît également dans la version londonienne du spectacle, jouée pour la première fois en mai 1986.
En 1985, George Hearn tient le rôle principal de Long John Silver dans la comédie musicale Pieces of Eight (en), jouée à Edmonton. Elle est adaptée du classique du roman d'aventures L'Île au trésor. Le spectacle n'est toutefois pas représenté à nouveau.
Au début des années 1990, Hearn est invité à apparaître dans la série policière Arabesque d'Angela Lansbury, avec qui il est resté ami.
George Hearn reçoit un second Tony Award pour son rôle de Max von Mayerling dans la production originale de Sunset Boulevard à Broadway.
Le 20 juillet 2004, il fait son grand retour à Broadway après quatre ans d'absence, incarnant le magicien d'Oz dans la comédie musicale Wicked. Il tient ce rôle jusqu'au 29 mai 2005,, avant de réintégrer la troupe pour deux semaines du 17 janvier au 1er février 2006.
En 2008, il est mis en vedette dans la comédie musicale The Visit (en) de John Kander et Fred Ebb. Il se produit aux côtés de Chita Rivera au Signature Theatre (en) d'Arlington, en Virginie. Le spectacle est inauguré le 13 mai 2008 et reçoit un accueil positif. Sa dernière représentation a lieu le 22 juin 2008.
Les performances enregistrées de George Hearn incluent Sunset Boulevard, Sweeney Todd Live at the New York Philharmonic, Mack and Mabel (en) (représentation caritative unique de 2008 à Londres),, I Remember Mama (équipe studio 1985), Follies in Concert (représentation de 1985) et A Stephen Sondheim Evening (équipe concert 1983).
George Hearn est intronisé à l'American Theater Hall of Fame (en) le 29 janvier 2007.

### Vie privée
Au fil des ans, George Hearn partage la vie de Susan Babel, Mary Harrell (avec qui il a un fils), Dixie Carter (entre 1977 et 1979), sa partenaire de jeu Betsy Joslyn (en) (entre 1979 et 1984) et sa femme actuelle Leslie Simons (avec qui il a deux fils),,. Il réside actuellement à Essex, dans l'État de New York.

## Filmographie

### Acteur

#### Cinéma
- 1989 : À demain, mon amour (See You in the Morning) d'Alan J. Pakula : Martin
- 1992 : Les Experts (Sneakers) de Phil Alden Robinson : Gregor Ivanovich
- 1993 : La Disparue (The Vanishing) de George Sluizer : Arthur Bernard
- 1997 : Ennemis rapprochés (The Devil's Own) d'Alan J. Pakula : Peter Fitzsimmons
- 1998 : Barney : La Grande Aventure (Barney's Great Adventure) de Steve Gomer : le grand-père George
- 2006 : Mémoires de nos pères (Flags of Our Fathers) de Clint Eastwood : Walter Gust

#### Télévision
- 1975 : The Silence de Joseph Hardy : le capitaine Nichols
- 1976 : The Adams Chronicles (en) : Henry Clay
- 1976 : Sea Marks : Colm Primrose
- 1979 : Sanctuary of Fear : Monsignor Kerrigan
- 1982 : Un piano pour madame Cimino (A Piano for Mrs. Cimino) de George Schaefer : George Cimino
- 1982 : Great Performances : Sweeney Todd
- 1990 : L'Équipée du Poney Express (The Young Riders) : Elijah Quinn (1 épisode)
- 1990 : La Loi de Los Angeles (L.A. Law) : le docteur Westbrook (1 épisode)
- 1990 - 1992 : Arabesque (Murder, She Wrote) : Elliott Von Stuben/Sean Culhane (3 épisodes)
- 1991 : Star Trek : La Nouvelle Génération (Star Trek: The Next Generation) : le docteur Berel (1 épisode)
- 1991 : Les Craquantes (The Golden Girls) : Frank Nann (1 épisode)
- 1991 : Fire in the Dark : Arthur
- 1991 : Plaidoyer pour une victime (en) (False Arrest) de Bill L. Norton
- 1992 : Inspecteur Poisson (Fish Police)
- 1993 : Cheers : George (1 épisode)
- 1995 : Les Nouvelles Aventures d'Annie (Annie: A Royal Adventure!) de Ian Toynton : Oliver "Daddy" Warbucks
- 1999 : New York, police judiciaire (Law & Order) : William Dell (1 épisode)
- 1999 : Les Déchirements du passé (Sarah, Plain and Tall: Winter's End) de Glenn Jordan : le docteur Sam Hartley
- 2001 : New York, unité spéciale (Law & Order: Special Victims Unit) : Charles Southerland (1 épisode)
- 2001 : Sweeney Todd in Concert : Sweeney Todd

### Doublage

#### Cinéma
- 1994 : Richard au pays des livres magiques (The Pagemaster) de Pixote Hunt et Joe Johnston : le capitaine Achab
- 1996 : Charlie 2 (All Dogs Go to Heaven 2) de Paul Sabella et Larry Leker : Red

#### Télévision
- 1992 : Tom et Jerry Kids (Tom & Jerry Kids) : voix additionnelles (1 épisode)
- 1993 : Jonny's Golden Quest (en) de Don Lusk et Paul Sommer
- 1993 : Capitaine Planète (Captain Planet and the Planeteers) : Mr. Wheeler (2 épisodes)
- 1993-1994 : SWAT Kats (SWAT Kats: The Radical Squadron) : le professeur Hackle (4 épisodes)
- 1994 : Garfield et ses amis (Garfield and Friends) : Mr. Block (1 épisode)
- 1995 : Daisy-Head Mayzie : le maire

## Théâtre
- 1963 : Camelot : Sir Dinadan, le roi Arthur (doublure), Merlin (doublure) (tournée US)
- 1966 : A Time for Singing (en) : Ianto Morgan (Broadway)
- 1968 : Henri IV (première partie) (Henry IV, Part 1) : Edward Poins (Delacorte Theater)[16]
- 1969 - 1972 : 1776 (en) : John Dickinson (Broadway et tournée US)
- 1973 : The Changing Room (en) : Trevor (Broadway)
- 1975 : Hamlet : Horatio (Broadway)
- 1977 : An Almost Perfect Person[17] : Dan Michael Connally (Broadway)
- 1979 : I Remember Mama (en) : Papa (Broadway)
- 1980 : Watch on the Rhine (en)[18] : Kurt Muller (Broadway)
- 1980 - 1981 : Sweeney Todd (Sweeney Todd: The Demon Barber of Fleet Street) : Sweeney Todd (Broadway et tournée US)
- 1982 : A Doll's Life (en) : l'Acteur, Johan, Torvald (Broadway)
- 1982 : Whodunnit (en)[19] : Andreas Capodistriou (Broadway)
- 1983 - 1987 : La Cage aux folles : Albin (Broadway et West End)
- 1985 : Follies : Benjamin Stone (Lincoln Center)
- 1988 : The Chosen[20] : Reb Saunders
- 1988 : Ah, Wilderness! (en)[21] : Sid Davis (Broadway)
- 1989 : Love Letters[22] : Andrew Makepeace Ladd III
- 1989 : Ghetto (en) : Gens (Broadway)
- 1989 - 1990 : Meet Me in St. Louis (en) : Mr. Alonzo Smith (Broadway)
- 1992 : Sweeney Todd (Sweeney Todd: The Demon Barber of Fleet Street) : Sweeney Todd (Paper Mill Playhouse)[23]
- 1993 - 1997 : Sunset Boulevard : Max von Mayerling (Broadway et tournée US)
- 1997 - 1998 : Le Journal d'Anne Frank (The Diary of Anne Frank) : Otto Frank
- 1999 - 2000 : Putting It Together (en) : le Mari
- 2000 : Sweeney Todd (Sweeney Todd: The Demon Barber of Fleet Street) : Sweeney Todd (concert)
- 2001 : Sweeney Todd (Sweeney Todd: The Demon Barber of Fleet Street) : Sweeney Todd (concert)
- 2004 - 2006 : Wicked : le magicien d'Oz (Broadway)
- 2008 : The Visit (en) : Anton Schell (Arlington)
- 2009 : Camelot : le roi Arthur (Ravinia Festival)
- 2010 : Annie du Far West (Annie Get Your Gun) : Buffalo Bill (Ravinia Festival)
- 2010 - 2011 : Dracula (en) : Abraham Van Helsing
- 2012 : Scandalous (en) : James Kennedy, Brother Bob (Broadway)

## Distinctions
| Année | Récompense                  | Catégorie                                                                                | Œuvre                    | Résultat   |
| ----- | --------------------------- | ---------------------------------------------------------------------------------------- | ------------------------ | ---------- |
| 1980  | Tony Awards                 | Meilleure performance d'un acteur dans un second rôle dans une pièce                     | Watch on the Rhine (en)  | Nomination |
| 1983  | Tony Awards                 | Meilleure performance d'un acteur principal dans une comédie musicale                    | A Doll's Life (en)       | Nomination |
| 1983  | CableACE Awards             | Acteur dans un programme théâtral ou musical                                             | Sweeney Todd             | Lauréat    |
| 1984  | Tony Awards                 | Meilleure performance d'un acteur principal dans une comédie musicale                    | La Cage aux folles       | Lauréat    |
| 1984  | Drama Desk Awards           | Acteur exceptionnel dans une comédie musicale                                            | La Cage aux folles       | Lauréat    |
| 1984  | Outer Critics Circle Awards | Acteur exceptionnel dans une comédie musicale                                            | La Cage aux folles       | Lauréat    |
| 1985  | Primetime Emmy Awards       | Performance individuelle exceptionnelle dans un programme musical ou de variétés         | Sweeney Todd             | Lauréat    |
| 1986  | Laurence Olivier Awards     | Performance individuelle exceptionnelle de l'année d'un acteur dans une comédie musicale | La Cage aux folles       | Nomination |
| 1995  | Tony Awards                 | Meilleur second rôle masculin dans une comédie musicale                                  | Sunset Boulevard         | Lauréat    |
| 1995  | Drama Desk Awards           | Acteur exceptionnel dans une comédie musicale                                            | Sunset Boulevard         | Nomination |
| 2000  | Tony Awards                 | Meilleure performance d'un acteur principal dans une comédie musicale                    | Putting It Together (en) | Nomination |